# Ambergris Cay Limestone
Ambergris Caye Limestone ist eine Kalkstein-geologische Formation in Belize. Die enthaltenen Fossilien stammen aus dem Zeitalter des Neogen.

## Verbreitung
Der Ambergris Caye Limestone ist die Hauptgesteinsart auf der gleichnamigen Insel Ambergris Caye. Die Kalkstein-Formationen erstrecken sich auch auf dem Festland weit ins Landesinnere nach Westen und Süden, bis zu den Metamorphen Gesteinen der Maya Mountains. Die Namengebende Insel bildet die Kante einer Störung, die auf die Verschiebung der Karibischen Platte gegenüber der Nordamerikanischen Platte zurückgeht.

## Entstehung
Bei geologischen Bohrungen auf der Suche nach Erdöl in den 1960er Jahren, hat man die Felsen bis in eine Tiefe von 2500 m untersucht. Vor ca. 300-130 Mio. Jahren hing das Caye noch fest mit dem Festland des heutigen Belize zusammen. Im Zeitraum von 130 bis ca. 1,6 Mio. Jahren war das Caye offenbar von einem Flachmeer bedeckt, ähnlich wie es heute wieder daliegt.
In dieser Zeit bildeten die Maya Mountains die einzige Landmasse in der Nähe. Das flache Südende des Glovers Atoll ging unmerklich in die Karibische Platte über, während die beiden Platten aneinander vorbeiglitten. In dieser Zeit entstanden die unterliegenden Schichten des Ambergris Caye aus Kreidezeitlichen und tertiären Kalksteinen die aus Muschelbruch und Riff-Trümmern entstanden, ähnlich wie es heute wieder geschieht.
Gletscher bewegten sich im Pleistozän, zwischen 1,6 Mio. und 10.000 Jahren, quer über die Kontinente. Mit ihrem Anwachsen sanken im Gegenzug die Meeresspiegel und die Kalksteine und Riffe des Caye waren der Erosion und Verkarstung ausgesetzt. In dieser Zeit entstanden die zahlreichen Höhlen und Dolinen (sinkholes/cenotes). Mit dem Abschmelzen der Gletscher stieg der Meeresspiegel an und es entstanden neue Kalksteinablagerungen.
Insgesamt vier Meeresspiegel-Absenkungen und -Anstiege konnten für das Ambergris Caye nachgewiesen werden. Die jüngsten Gesteine am Caye, wie zum Beispiel bei Reef (Rocky) Point, sind ca. 125.000 Jahre alt und wurden vor ca. 6000 Jahren aus dem Meer gehoben, während der Meeresspiegel auf den heutigen Stand anstieg.
Bereits die Maya begannen, die Kalksteine zur Kalkgewinnung zu verarbeiten.